# 바지오 라코토노펜자나하리
바지오 라코토노펜자나하리(말라가시어: Baggio Rakotonomenjanahary, 1991년 12월 19일)는 존 바지오(말라가시어: Jhon Baggio)라고도 불리는 마다가스카르의 국가대표 축구 선수로, 포지션은 미드필더이다.
존 바지오는 마다가스카르에서 축구를 시작하여 레위니옹의 축구단을 거쳐, 스위스의 축구 리그로 진출하였다.
2015년 타이 프리미어리그 수코타이 FC로 이적하였다.

## 국가대표팀 기록
마다가스카르의 득점 기록이 우선 표기 된다.
| No. | 날짜            | 장소                                          | 상대       | 득점 | 결과 | 대회                     |
| --- | --------------- | --------------------------------------------- | ---------- | ---- | ---- | ------------------------ |
| 1.  | 2011년 10월 8일 | 에티오피아 아디스아바바 아디스아바바 스타디움 | 에티오피아 | 2–2  | 2–4  | 아프리카 네이션스컵 예선 |